# Козлов Яків Семенович
Козлов Яків Семенович (17 жовтня 1923—14 вересня 2019, Київ) — радянський, український актор театру і кіно, режисер, драматург. Заслужений діяч культури Польщі (1984).

## Біографія
Народився 17 жовтня 1923 року у Києві. Закінчив драматичну студію Київського російського драматичного театру (1941).
Працював у театрах Польщі, Російської Федерації, України.
З 1957 р. — актор Київського українського драматичного театру ім. І. Франка.
Знявся у фільмах: «Правда» (1957, Я. Свердлов), «Григорій Сковорода» (1959, Самуїл Миславський), «На Київському напрямку» (1966, Каменецький), «Падав іній» (1969), «Де 042?» (1969, Ельтонський), «Від Бугу до Вісли» (1980, 2 с, Зима), «Останній доказ королів» (1983), «На початку було слово» (1992, телеспектакль) та ін.
Працював на озвучуванні мультфільмів: «Людина, яка вміла робити дива» (1969), «Некмітливий горобець», «Хлопчик і хмаринка» (1970).
Виїхав до Німеччини.
Автор п'єс «Пригоди в країні Запіччя» (1985), «Диво у лісі» (1994). Поставив виставу «Король та морква» А. Клучньока у театрах Кракова (1991), Києва (1994), Севастополя (1995).
Помер 14 вересня 2019 року у Києві.